# Andalusier
 Denne artikel omhandler en hesterace. Opslagsordet har også en anden betydning, se Andalusier (hønserace).
Andalusier er en spansk/andalusisk hesterace. Racen er karakteriseret bl.a. ved kraftig muskuløs krop og brystparti og en skulderhøjde på mellem 157 og 168 cm. Racen har eksisteret siden 1600-tallet.
| Dyr | Spire Denne artikel om dyr er en spire som bør udbygges. Du er velkommen til at hjælpe Wikipedia ved at udvide den. |